# マインマート

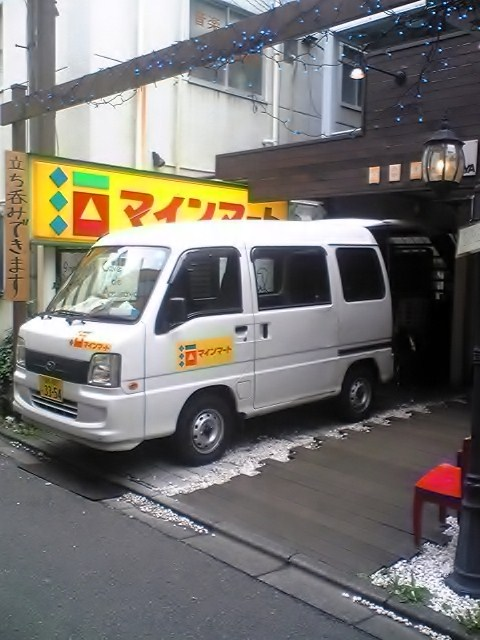
マインマート相模大野店

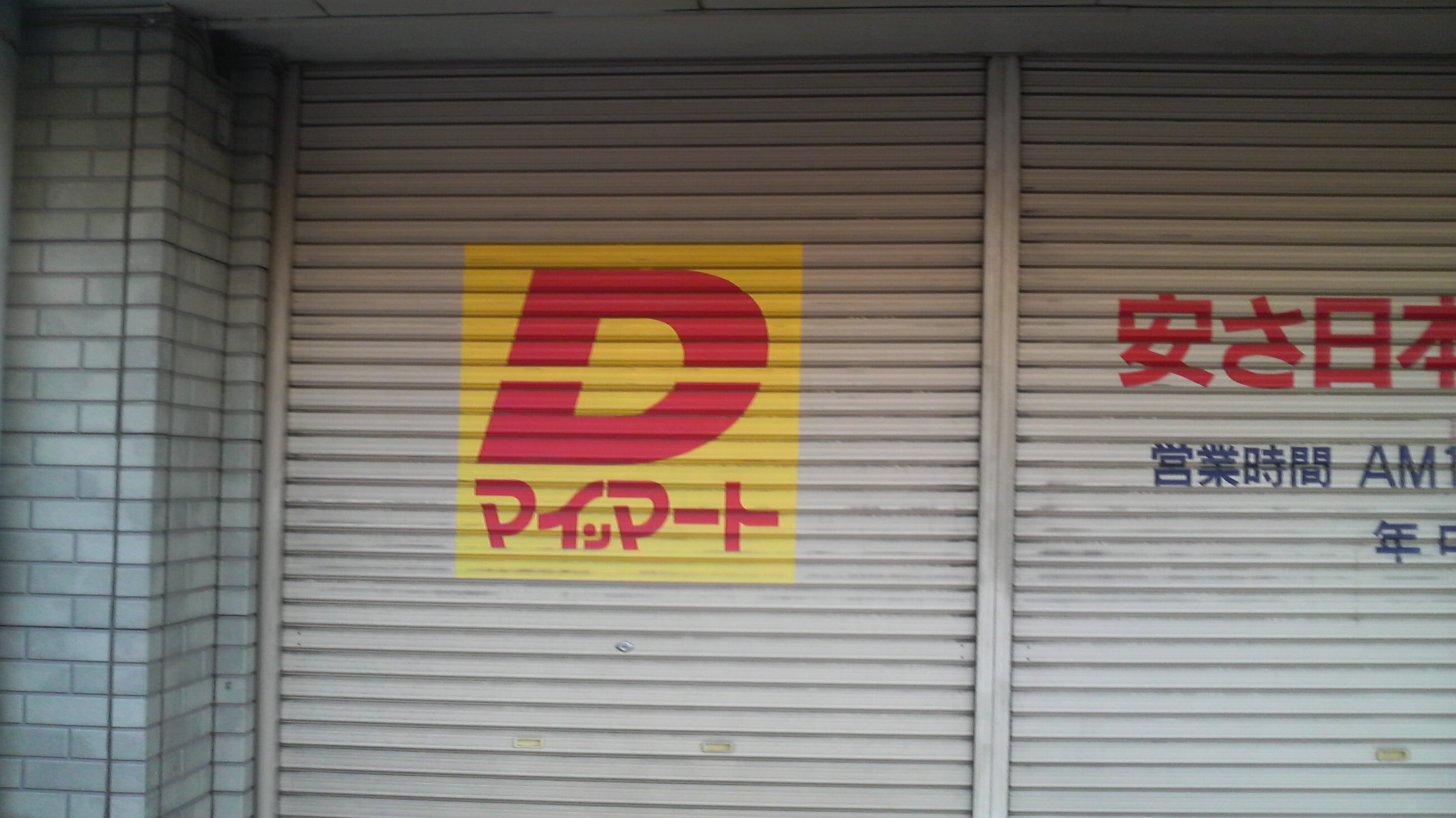
マインマート旧ロゴ（旧用賀駅前店〈閉店〉）

マインマートは、カクヤスが運営する酒類専門店及びかつて運営していた同名の会社。当初は「マイマート」の名称であったが、後に「ン」を小さくつけた現名称となる。2018年現在のロゴは全て文字サイズを統一化。

## 沿革
- 1956年 - 横浜市瀬谷区において食品スーパーとして[1]三鶴屋を創業。
- 1960年 - 有限会社三鶴屋設立。
- 1974年 - 株式会社大門に商号変更（社名は創業者大塚普門の「大」と「門」を合わせたもの）。
- 1989年 - 酒類のディスカウント販売を開始[1]。
- 1996年
  - 1月 - 店舗数100店を達成[1]。
  - 4月24日 - 株式を店頭公開[1]。
- 2000年
  - 1月31日 - 店舗数200店を達成[2]。
  - 9月25日 - ユニゾン・キャピタルが発行済み株式の97％を取得[3]。
  - 10月1日 - 現社名に商号変更[4]。
- 2001年3月23日 - 店頭上場廃止[5]。
- 2004年 - 会社更生法適用を申請していたサリ株式会社（元々は消費者金融のアエル傘下。社名は創立者の佐藤利弘の「佐」と「利」を合わせたもの）を子会社化[6]。
- 2009年 - 関連会社の大酒販株式会社が日本アジアグループに買収された（2008年6月）のに伴い、同社の連結子会社となる。
- 2010年 - 日本アジアグループが阪神酒販株式会社に大酒販株式会社を売却したため、阪神酒販の関連会社となる。
- 2011年1月31日 - 同社と大酒販株式会社及びそれらの子会社の酒類小売事業を、「マインマート」の商標と共に株式会社カクヤスへ事業譲渡。

## 店舗数
2021年5月現在。
- 神奈川：12
- 東京：5
- 静岡：1
- 長野：2